# 丹西鎮區
丹西鎮區為緬甸實皆省瑞波縣的鎮區。2014年人口165,110人，區域面積1,851.3平方公里。丹西為該鎮區之首府。

## 外部連結
- Maplandia World Gazetteer（页面存档备份，存于） - map showing the township boundary